# Mini Mario & Friends: Amiibo Challenge
Mini Mario & Friends: amiibo Challenge è un videogioco rompicapo del 2016 sviluppato e pubblicato da Nintendo per Nintendo 3DS e Wii U. Settimo capitolo della serie Mario vs. Donkey Kong, il gioco poteva essere scaricato gratuitamente dal Nintendo eShop, ma richiede la linea di amiibo Nintendo per poter giocare. È stato pubblicato in Giappone nel gennaio 2016 e in tutto il mondo ad aprile.

## Modalità di gioco
Il gioco principale rimane in gran parte invariato rispetto agli altri giochi della serie; il giocatore deve controllare il Mini giocattolo in modo da fargli raggiungere la porta. Scansionando un amiibo compatibile relativo alla serie di Mario il giocatore potrà giocare i livelli con quel personaggio. Ogni Mini giocattolo ha una propria abilità speciale (ad eccezione di Minispek) che gli permette di completare i livelli molto più facilmente. Una volta completato il livello il giocatore otterrà un punteggio basato sulla sua performance, e se il punteggio è abbastanza alto riceverà anche un trofeo dorato per quel livello.
In certi livelli ci sono delle Porte amiibo, le quali possono essere aperte solo dal Mini corrispondente. Aprendole il giocatore potrà accedere a dei livelli speciali dedicati solo a quel personaggio. Alcuni livelli contengono anche dei Tasselli amiibo, i quali non funzionano in nessun altro gioco e possono essere ottenute usando solo le abilità dell'amiibo sul tassello.

## Sviluppo
Stephen Mortimer ha diretto il gioco ed è stato prodotto da Akiya Sakamoto e Kensuke Tanabe con musica di James Phillipsen. È stato rilasciato con l'acquisto di amiibo il 25 marzo 2016, con un'ampia uscita il 28 aprile.